# Blennes
Blennes település Franciaországban, Seine-et-Marne megyében. Lakosainak száma 546 fő (2022. január 1.). Blennes Vallery, Vaux-sur-Lunain, Chéroy, Villethierry, Chevry-en-Sereine és Diant községekkel határos.

## Népesség
A település népességének változása:
| Lakosok száma | 566  | 562  | 567  | 559  | 556  | 548  | 546  | 546  | 546  |
|               | 2013 | 2015 | 2016 | 2017 | 2018 | 2019 | 2020 | 2021 | 2022 |